# Skaly Obzornye
Die Skaly Obzornye (Transliteration von russisch Скалы Обзорные Skaly Obsornyje, deutsch ‚Beobachtungsfelsen‘) sind eine Gruppe von Felsvorsprüngen im  ostantarktischen Enderbyland. Sie ragen südöstlich des Hays-Gletschers auf.
Russische Wissenschaftler benannten sie.